# Widlar-stroombron

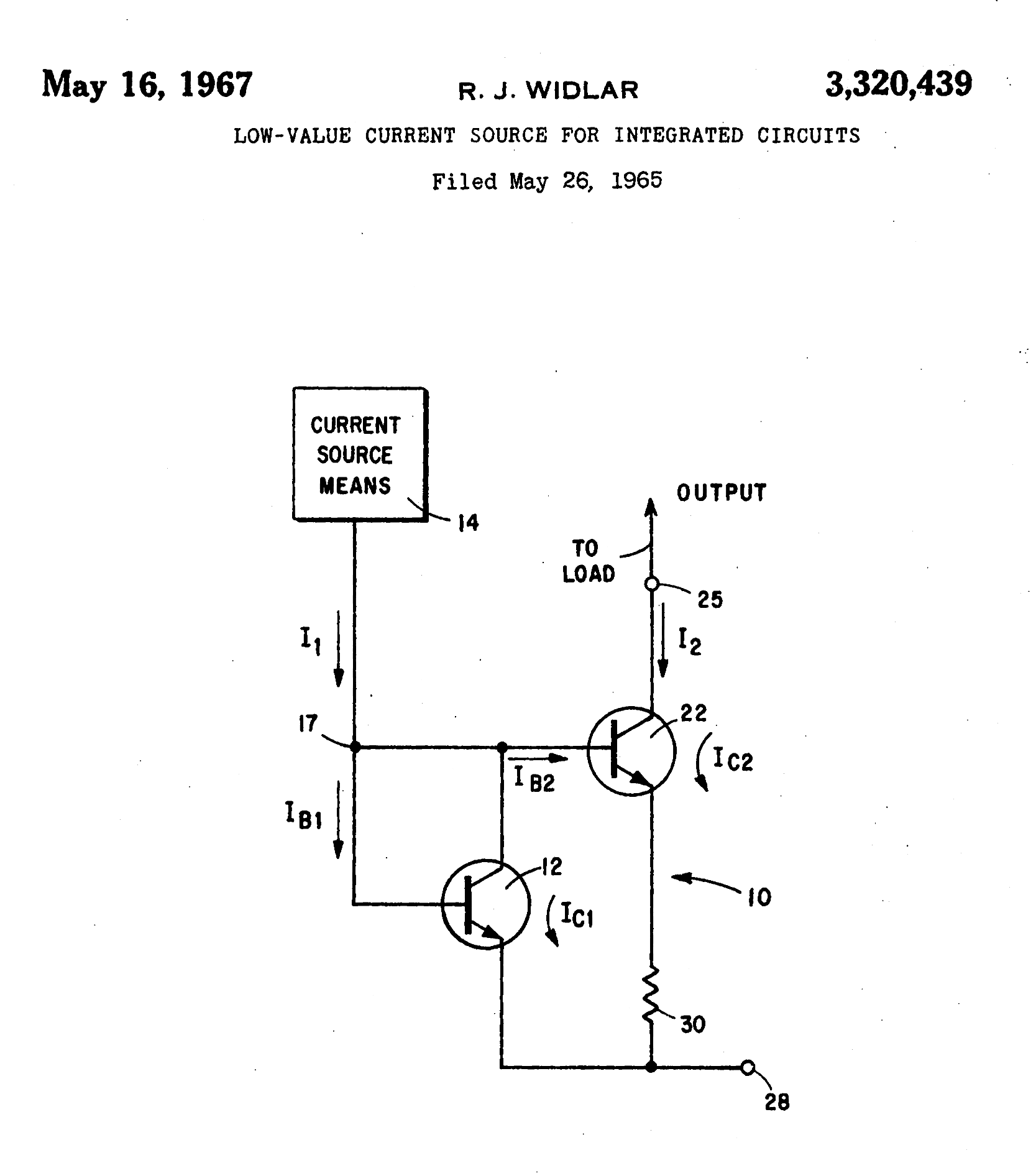
Diagram uit het originele patent van Widlar

Een widlar-stroombron is een aanpassing van de standaard stroomspiegel met twee transistors, die alleen voor de uitgangstransistor een emitter-degeneratieweerstand bevat, waardoor de stroombron lage stromen kan leveren met slechts matige weerstandswaarden. Het circuit is vernoemd naar de uitvinder Bob Widlar en werd gepatenteerd in 1967.
Het widlar-circuit kan worden gebruikt met bipolaire transistors, MOSFET's en zelfs vacuümbuizen. Een voorbeeldtoepassing is de 741 operationele versterker. Widlar gebruikte het circuit als onderdeel in veel ontwerpen.